# (7535) 1995 WU2
A (7535) 1995 WU2 a Naprendszer kisbolygóövében található aszteroida. Ueda Szeidzsi és Hiroshi Kaneda fedezte fel 1995. november 16-án.